# پیتر بلایت
پیتر بلایت (انگلیسی: Peter Blythe؛ ‏ ۱۴ سپتامبر ۱۹۳۴ – ۲۷ ژوئن ۲۰۰۴) مؤلف، بازیگر و نویسنده، اهل بریتانیا بود.
از فیلم‌ها یا برنامه‌های تلویزیونی که وی در آن نقش داشته‌است، می‌توان به ساحره‌گیری، زیبابین، روزی که زمین آتش گرفت، جین ایر، آلفرد بزرگ، بازرس فویل، پوآرو، دفاع لوژین و کرینگتون اشاره کرد.